# Церковь Иоанна Богослова (Смоленск)
Храм Иоанна Богослова на Варяжках (на Вражке) — православный храм в Смоленске, один из трёх сохранившихся (частично) смоленских храмов домонгольского периода. Памятник культурного наследия федерального значения.

## Информация и местонахождение
Храм Иоанна Богослова расположен на невысоком холме над Днепром. Представляет собой одноглавую четырёхстолпную церковь. Общий облик данного храма близок к облику Петропавловской церкви. Изначально фасады завершались полукружиями. На внешних угловых лопатках до наших дней сохранились декоративные кресты, изготовленные из плинфы. В XVIII веке храм был перестроен, фигурное основание главки было оштукатурено, равно как и световой восьмерик под лотковым куполом. Над арочными окнами восьмерика расположены ниши, которые разделены замковым камнем. Нынешний пол в храме почти на два метра выше, чем первоначальный. Ранее к зданию примыкали галерея и два придела у углов храма с восточной стороны. Внутри храм был расписан фресками (сохранились фрагментарно). Первоначальная постройка 1173 года из кирпича на булыжном фундаменте сохранилась на высоту стен основного объёма, своды, восьмерик и подкупольные столбы были переложены в XVIII веке, тогда же частично были замурованы древние окна и пристроены трапезная и колокольня (до наших дней не сохранились, уничтожены в годы немецкой оккупации).

## История
Храм Иоанна Богослова был возведён в 1173 году по указу князя Романа Ростиславича. Согласно сохранившимся летописям, храм был богато украшен золотом и финифтью. В первозданном своём виде он просуществовал до 1611 года, когда Смоленск после длительной осады был захвачен польско-литовским войском под предводительством короля Сигизмунда III. В годы, когда Смоленск находился в составе Речи Посполитой, храм был превращён в костёл. После возвращения Смоленска в состав Русского государства храм вновь был передан православным.
В XVIII веке храм был частично перестроен. В 1812 году он пострадал от французских войск во время Отечественной войны.
В годы советской власти храм действовал до 1933 года, после чего был закрыт и передан под музей и библиотеку. В годы Великой Отечественной войны храм сильно пострадал, были уничтожены все его пристройки.
В 1958 году в 30 метрах западнее княжеского храма Иоанна Богослова Даниилой Авдусиным были обнаружены остатки сложенной из узкого кирпича плинфы ротонды диаметром около 18 м, оставшиеся от церкви «Немецкой Богородицы» («немецкой божницы», «латинской церкви»), построенной во второй половине XII века по заказу живших в Смоленске иноземных купцов. В ней хранился один из двух эталонов веса — «вощной пуд».
В 1970-е годы была проведена реставрация храма по проектам архитекторов Подъяпольского и Каменевой. С фасадов здания была удалена поздняя штукатурка, а в нижних частях — восстановлены полуколонны и профилировки проёмов.
В 1993 году храм был передан Смоленской епархии Русской православной церкви в состоянии, непригодном для совершения богослужений. Реставрация храма продолжается до наших дней.

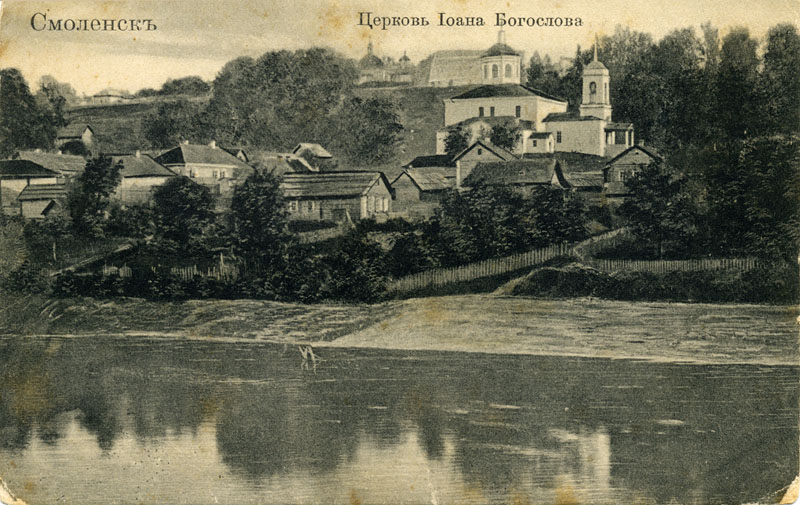
Открытка начала XX века
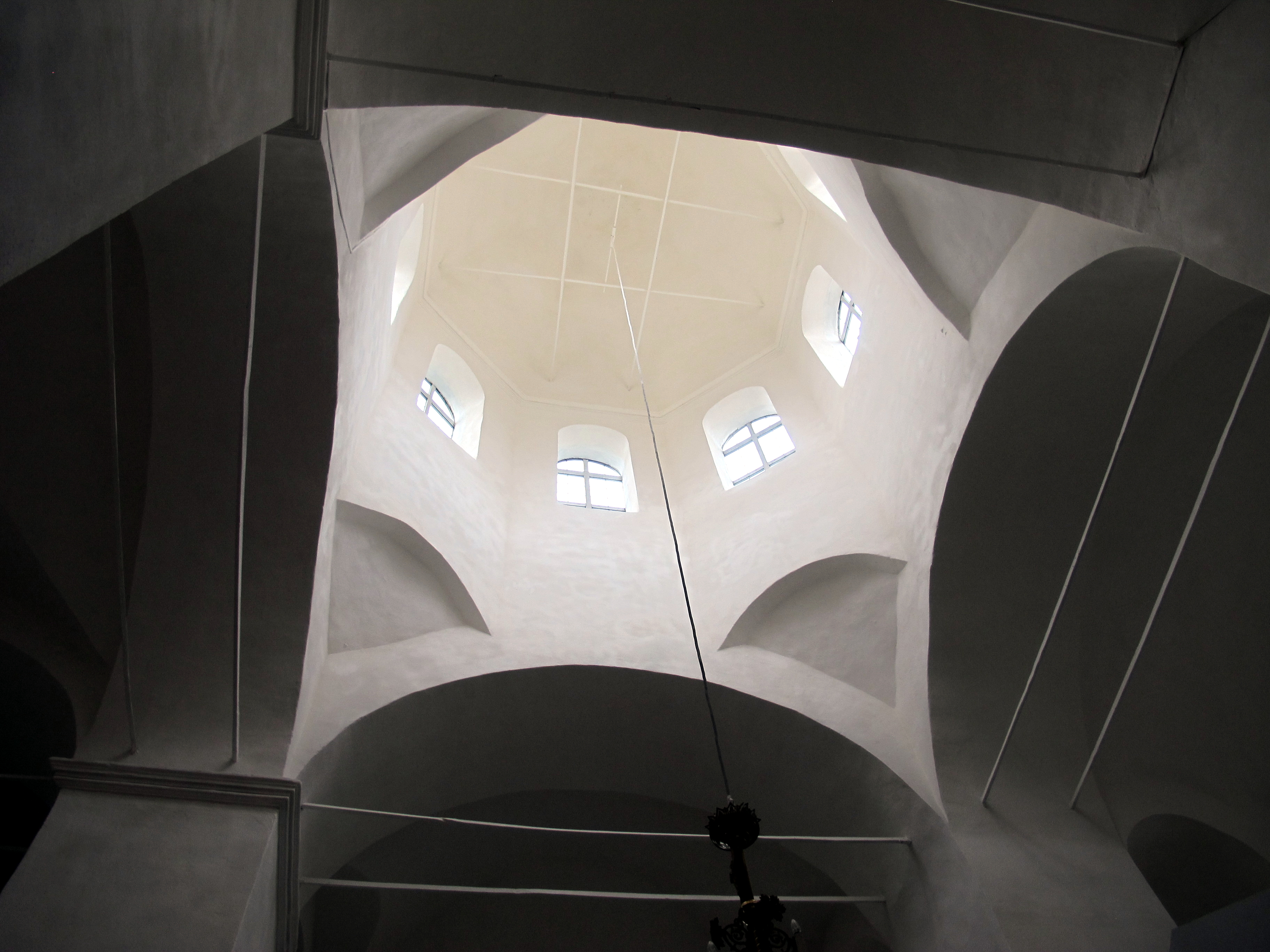
Своды
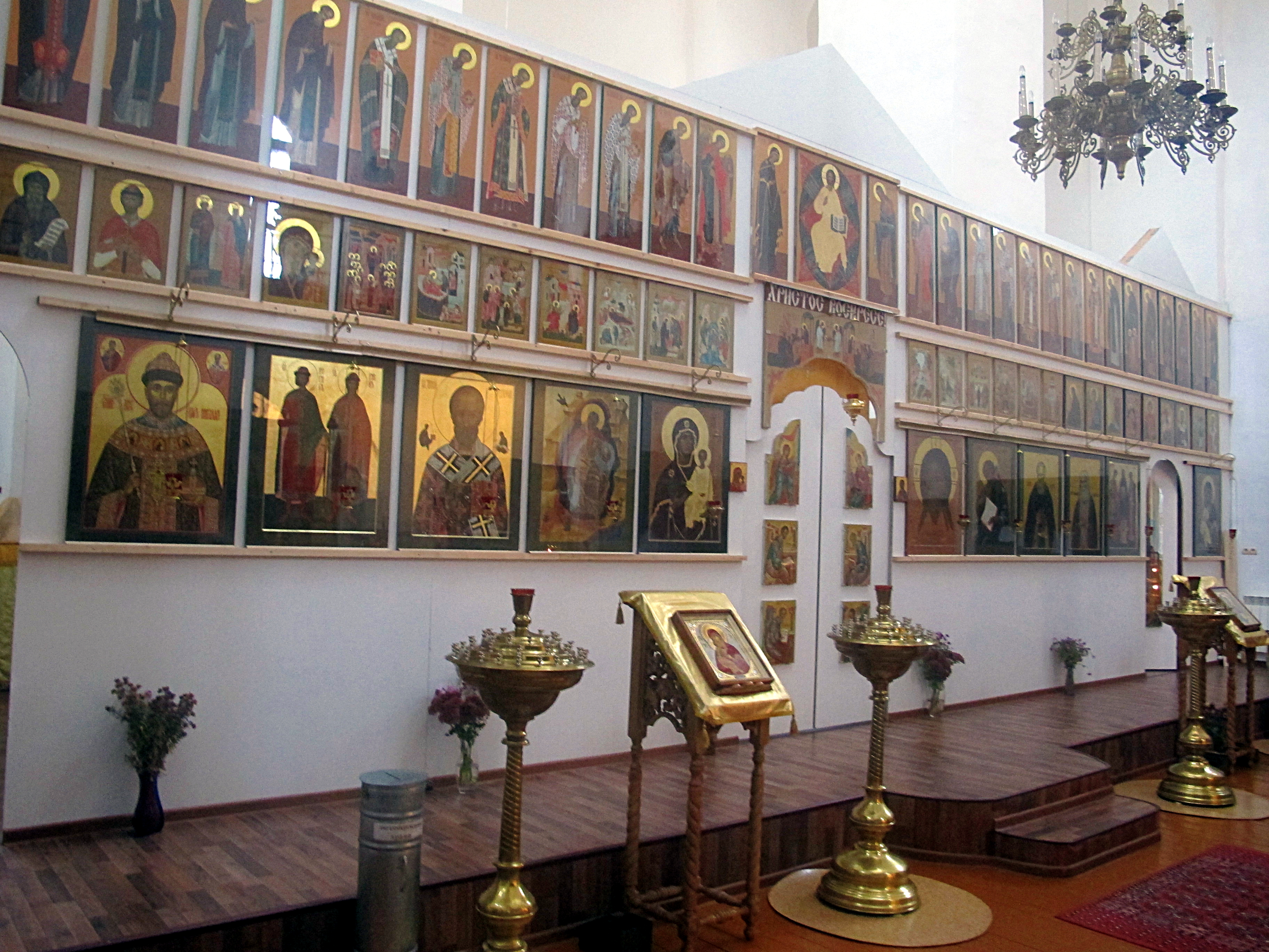
Иконостас
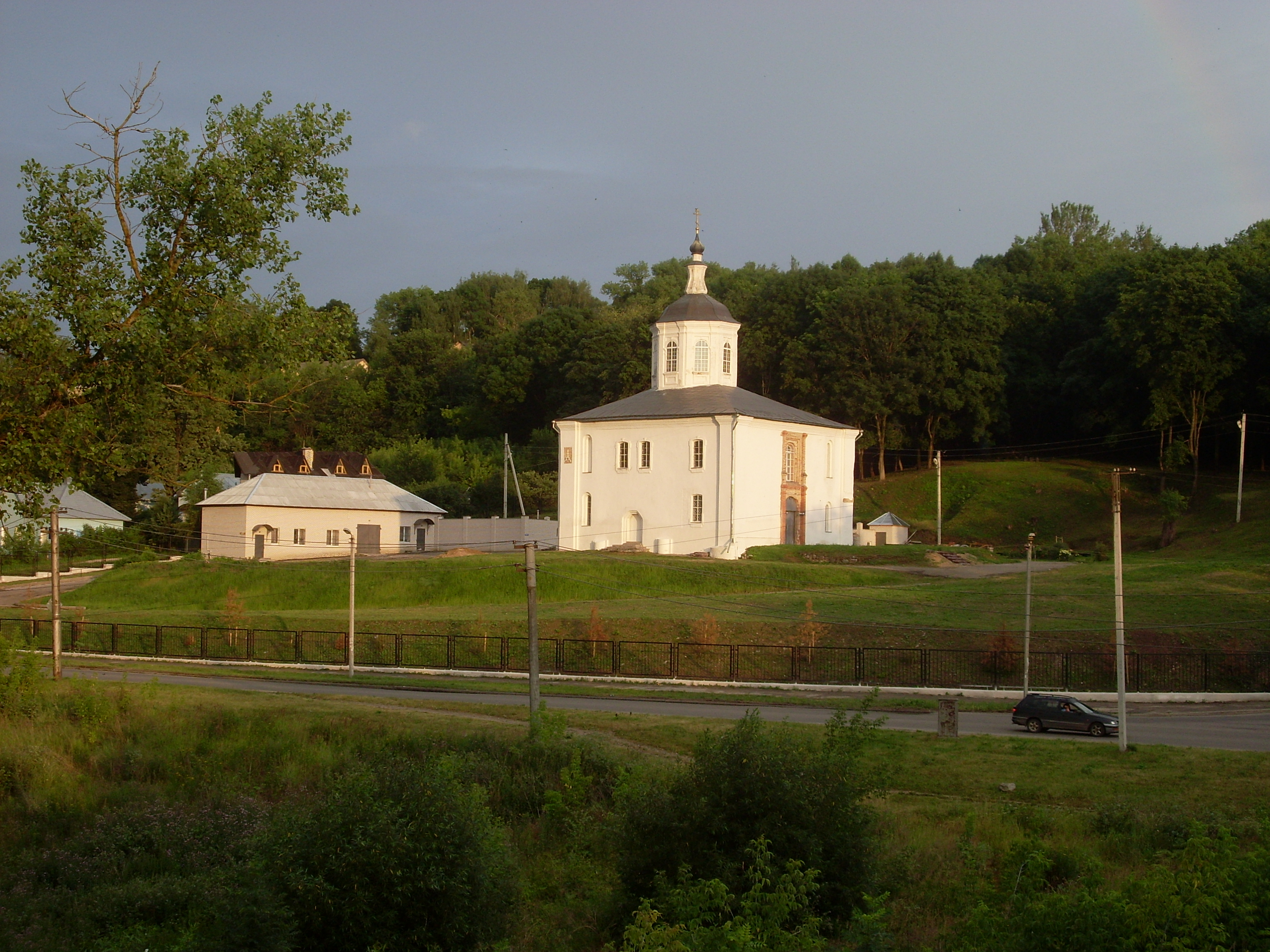
Современный вид с моста через Днепр